# Jumpei Saito
Jumpei Saito (født 27. december 1992) er en japansk tidligere professionel fodboldspiller.
Han har spillet for flere forskellige klubber i sin karriere, herunder Blaublitz Akita.